# 克里瓦 (羅日尼亞季夫區)
48°55′23″N 23°58′58″E / 48.92306°N 23.98278°E
克里瓦（烏克蘭語：Крива），是烏克蘭西部的村莊，隸屬伊萬諾-弗蘭科夫斯克州的卡盧什區。該村面積3.16平方公里，2001年人口85，人口密度每平方公里26.9人。